# نائیرا خوداوردیان
نائیرا ولادیمیری خوداوردیان (ارمنی: Նաիրա Վլադիմիրի Խուդավերդյան؛ انگلیسی: Naira Khudaverdyan؛ زادهٔ ۲۴ نوامبر ۱۹۶۰) سرطان‌شناس و شیمی‌درمانگر اهل ارمنستان است. 

## زندگی‌نامه
وی در ۲۴ نوامبر ۱۹۶۰ در ایروان به دنیا آمد و از دانشگاه پزشکی دولتی ایروان (۱۹۸۳) فارغ‌التحصیل گشت. وی از سال ۱۹۸۵ در مرکز ملی سرطان‌شناسی ب. فانارجیان فعالیت می‌کند.

## یادداشت
1. ↑  բժշկական գիտությունների դոկտոր
2. ↑  National Oncology Center after B. Fanarjian
3. ↑  քիմիաթերապևտ